# St. Pantaleon (Górna Austria)
St. Pantaleon, Sankt Pantaleon – miejscowość i gmina w Austrii, w kraju związkowym Górna Austria, w powiecie Braunau am Inn. Liczy 3 032 mieszkańców.